# وریا غفوری
وریا غفوری (زادهٔ ۲۸ آبان ۱۳۶۶) بازیکن سابق فوتبال اهل ایران است.غفوری فوتبال حرفه‌ای را سال ۱۳۸۶ از پاس همدان آغاز کرد. او سپس در تیم‌های شهرداری تبریز، نفت تهران، سپاهان اصفهان و استقلال تهران بازی کرده است. او ۲۸ بازی ملی برای تیم ملی فوتبال ایران دارد. وی سابقه کاپیتانی تیم استقلال تهران را دارد. وریا غفوری ۲۰ خرداد ماه ۱۴۰۲ رسماً از دنیای فوتبال خداحافظی کرد.

## سابقه باشگاهی

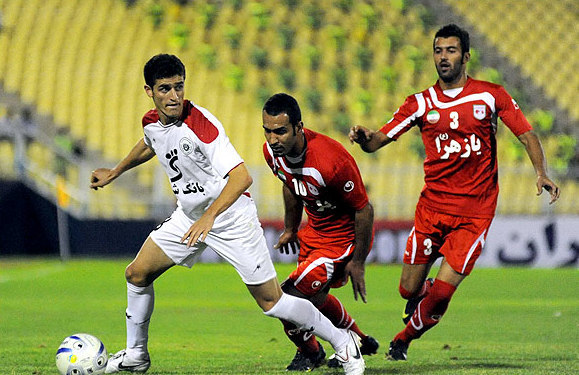
تصویری از تقابل وریا غفوری (با لباس سفید) و بازیکنان تراکتورسازی، مربوط به زمان حضور وریا غفوری در شهرداری تبریز، شهریور ۱۳۹۰

وریا غفوری سابقه بازی برای پاس تهران، پاس همدان، شهرداری تبریز، نفت تهران، سپاهان و استقلال و فولاد را دارد.

### سپاهان
وریا غفوری در ۳ خرداد ۱۳۹۳ با قراردادی دو ساله به باشگاه سپاهان پیوست.

### استقلال

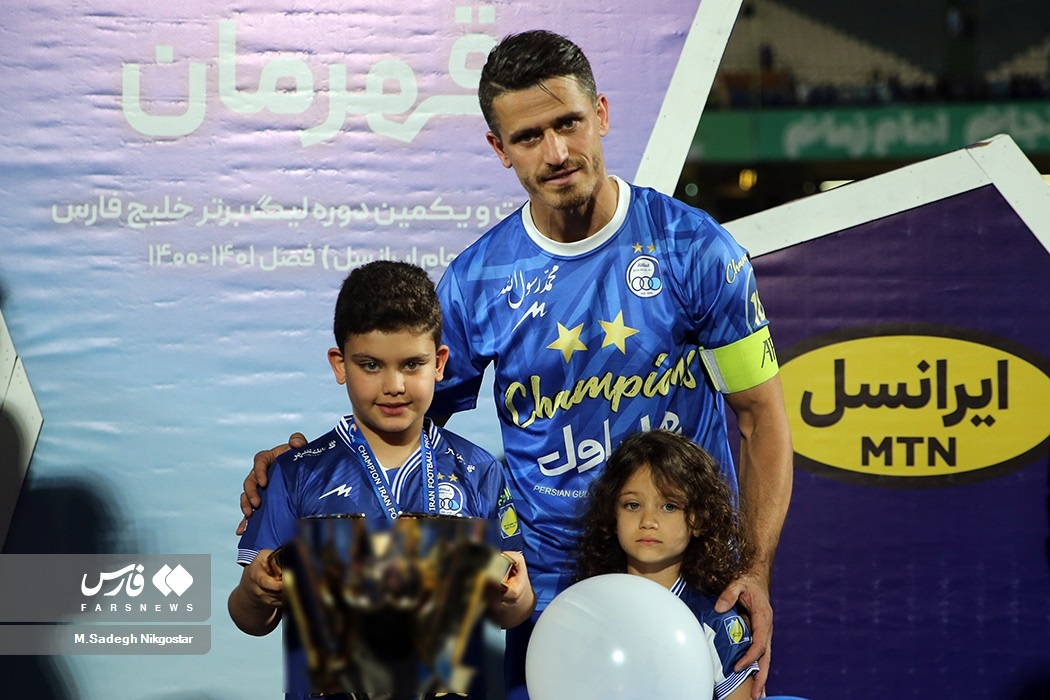
غفوری با جام قهرمانی لیگ برتر فوتبال ایران ۰۱–۱۴۰۰

وریا غفوری در تاریخ ۱۶ خرداد ۱۳۹۵ همزمان با آغاز فصل نقل و انتقالات تابستانی ۹۶–۱۳۹۵ د با عقد قراردادی دو ساله به تیم استقلال پیوست.

#### فصل ۹۶–۱۳۹۵
وریا غفوری در این فصل عملکرد خوبی نداشت با مصدومیت‌های زیادی روبه‌رو شد و در اکثر بازی‌ها نیمکت‌نشین بود و شایع شد که او در لیست مازاد قرار گرفته و در فصل آینده در استقلال بازی نخواهد کرد.

#### فصل ۹۷–۱۳۹۶
در فصل ۹۷–۱۳۹۶ و با حضور وینفرید شفر در استقلال توانست به یک مهره اثرگذار تبدیل شود و نخستین گلش را برای استقلال در بازی با صنعت نفت آبادان به ثمر رساند اما شوت او به محسن کریمی برخورد کرد و گل به نام او ثبت نشد اما در مسابقه بعدی مقابل استقلال خوزستان توانست بار دیگر برای استقلال گلزنی کند. گلزنی او در شهرآورد هشتاد و ششم پایتخت مقابل پرسپولیس باعث شد محبوبیت بیشتری نزد هواداران استقلال داشته باشد.

#### فصل ۲۰۱۸–۲۰۱۹
نخستین گل وریا غفوری در این فصل در هفته دوم مقابل ذوب آهن به ثمر رسید او توانست در این بازی دبل کند که در نهایت استقلال ۲–۲ مساوی کرد. او اولین گل استقلال را در لیگ هجدهم زد. غفوری در فصل ۱۳۹۷–۱۳۹۸ در مسابقه استقلال و سپاهان در هفته دهم برای اولین بار بازوبند کاپیتانی استقلال را به دست بست وی در این فصل پس از سید مهدی رحمتی، پژمان منتظری و خسرو حیدری و با جدایی امید ابراهیمی کاپیتان چهارم باشگاه استقلال شد.
وریا غفوری درلیگ قهرمانان آسیا ۲۰۱۸ ابتدا در بازی با الریان موفق به گلزنی برای استقلال شد و در بازی بعدی هم مقابل الهلال عربستان باز هم گلزنی کرد. او یکی از نفرات اثرگذار تیم استقلال در فصل ۲۰۱۸ بود. وریا در این فصل بازی‌های خوبی را به نمایش گذاشت و مورد توجه تیم‌های باشگاهی کشورهای حاشیه خلیج فارس قرار گرفت.

#### فصل ۲۰۱۹–۲۰۲۰

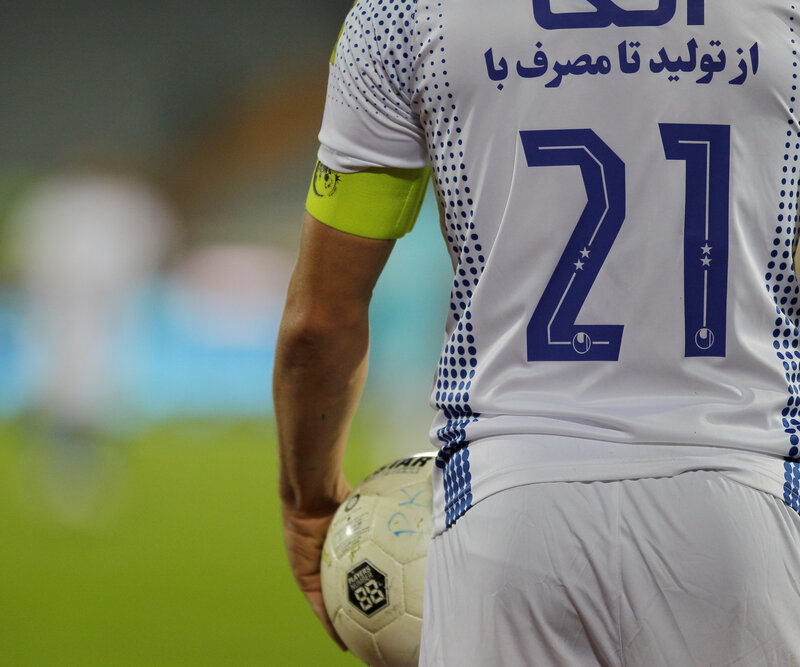
بازوبند کاپیتانی استقلال بر بازوی وریا غفوری

او برای دو فصل دیگر قرارداد خود را با باشگاه استقلال تمدید کرد. در این فصل سه کاپیتان استقلال از این تیم جدا شدند و او کاپیتان اول باشگاه استقلال شد و در بازی مقابل ماشین‌سازی در هفته اول لیگ نوزدهم نخستین بازی فصل خود را انجام داد. در دومین بازی استقلال در جام حذفی برابر فجر سپاسی شیراز در وقت‌های اضافه بازی وریا غفوری توانست از روی ضربه ایستگاهی گلزنی کند. استقلال توانست دو گل دیگر نیز بزند و برنده بازی باشد.
تیم استقلال در هفته‌های چهاردهم تا شانزدهم لیگ برتر نوزدهم مقابل پیکان، شاهین شهرداری و ماشین‌سازی، آندره‌آ استراماچونی را به دلیل عدم پرداخت مطالبات بروی نیمکت نداشت برای همین وریا غفوری کاپیتان تیم استقلال موقتاً هدایت این تیم را بر عهده گرفت؛ که در بازی با پیکان به تساوی خانگی ۲–۲ رسید. مقابل شاهین به برتری ۴–۱ و مقابل ماشین‌سازی شکست خانگی ۲–۱ را پذیرفت.

#### فصل ۲۰۲۰–۲۰۲۱
وی اولین گل فصل خود و استقلال را در فصل جدید در هفته اول مقابل مس رفسنجان زد و همچنین در هفته دوم مقابل فولاد گلزنی کرد. در هفته نهم مقابل گل‌گهر یک گل زد و یک پاس گل نیز به مهدی قایدی داد. در نهایت استقلال بازی را ۲ بر ۱ پیروز شد.

#### جدایی از استقلال
وریا غفوری که کاپیتان وقت باشگاه استقلال بود پس از قهرمانی استقلال در لیگ برتر فوتبال ایران ۰۱–۱۴۰۰ و پس از اینکه قراردادش پایان یافت تا روزهای آخر فصل نقل و انتقالات منتظر تماس مسئولان باشگاه استقلال برای تمدید قرارداد ماند هواداران استقلال هم اعتراض و تجمع‌هایی به دلیل عدم تمدید قراردادی وی داشتند اما سر انجام پس از عدم تمدید قرارداد وریا غفوری از سوی مصطفی آجورلو، مدیرعامل وقت باشگاه استقلال وی از استقلال جدا شد و در تاریخ ۱۶ تیر ۱۴۰۱ با یک پست در صفحه اینستاگرام خود از هواداران استقلال خداحافظی کرد.

وی بعد پس از بازی فولاد و استقلال مصاحبه ای علیه مصطفی آجورلو انجام داد و گفت:
این آقای مدیرعامل با بی‌معرفتی کامل ما را گذاشت کنار و جالب بود که یک خط توضیح نداد… مثل یک آدم ترسو قایم شد و چیزی نگفت. نشان داد که به ریش نیست، به ریشه است. آدم باید انسان باشد. حرف من این است که این آقا نشان داد به این نیست که تا اینجا ریش بگذاری، به این است که ریشه داشته باشی.

### فولاد خوزستان
وریا غفوری در تاریخ ۲۴ تیر ۱۴۰۱ به فولاد خوزستان پیوست. اما پس از نیم فصل حضور در فولاد ازین باشگاه جدا شد.

### خداحافظی از فوتبال
وریا غفوری اعلام کرد در تاریخ ۹ خرداد ۱۴۰۲ همزمان با دیدار استقلال و پرسپولیس در فینال جام حذفی فوتبال ۰۲–۱۴۰۱ و حضور در ورزشگاه آزادی در از دنیای فوتبال خداحافظی خواهد کرد اما طبق گفته مجتبی پوربخش به وریا غفوری اجازه حضور در ورزشگاه آزادی داده نشد! و چند روز بعد وی با یک پست اینستاگرامی از فوتبال خداحافظی کرد

## آمار باشگاهی
تا تاریخ ۹ تیر ۱۴۰۱
| باشگاه              | فصل                 | لیگ                 | لیگ  | لیگ | جام حذفی | جام حذفی | آسیا | آسیا | مجموع | مجموع |
| باشگاه              | فصل                 | لیگ                 | بازی | گل  | بازی     | گل       | بازی | گل   | بازی  | گل    |
| ------------------- | ------------------- | ------------------- | ---- | --- | -------- | -------- | ---- | ---- | ----- | ----- |
| پاس همدان           | ۲۰۰۷–۲۰۰۸           | لیگ برتر            | ۳۰   | ۲   | ۰        | ۰        | _    | _    | ۳۰    | ۲     |
| پاس همدان           | ۲۰۰۸–۲۰۰۹           | لیگ برتر            | ۲۳   | ۲   | ۰        | ۰        | _    | _    | ۲۳    | ۲     |
| پاس همدان           | ۲۰۰۹–۲۰۱۰           | لیگ برتر            | ۲۸   | ۱   | ۰        | ۰        | _    | _    | ۲۸    | ۱     |
| مجموع پاس همدان     | مجموع پاس همدان     | مجموع پاس همدان     | ۸۱   | ۵   | ۰        | ۰        | _    | _    | ۸۱    | ۵     |
| شهرداری تبریز       | ۲۰۱۰–۲۰۱۱           | لیگ برتر            | ۲۰   | ۱   | ۱        | ۱        | _    | _    | ۲۱    | ۲     |
| شهرداری تبریز       | ۲۰۱۱–۲۰۱۲           | لیگ برتر            | ۳۰   | ۲   | ۱        | ۰        | _    | _    | ۳۱    | ۲     |
| مجموع شهرداری تبریز | مجموع شهرداری تبریز | مجموع شهرداری تبریز | ۵۰   | ۳   | ۲        | ۱        | _    | _    | ۵۲    | ۴     |
| نفت تهران           | ۲۰۱۲–۲۰۱۳           | لیگ‌برتر             | ۳۲   | ۰   | ۰        | ۰        | _    | _    | ۳۲    | ۰     |
| نفت تهران           | ۲۰۱۳–۲۰۱۴           | لیگ‌برتر             | ۳۰   | ۳   | ۱        | ۰        | _    | _    | ۳۱    | ۳     |
| مجموع نفت تهران     | مجموع نفت تهران     | مجموع نفت تهران     | ۶۲   | ۳   | ۱        | ۰        | _    | _    | ۶۳    | ۳     |
| سپاهان              | ۲۰۱۴–۲۰۱۵           | لیگ برتر            | ۲۷   | ۲   | ۱        | ۰        | _    | _    | ۲۸    | ۲     |
| سپاهان              | ۲۰۱۵–۲۰۱۶           | لیگ برتر            | ۱۸   | ۰   | ۲        | ۲        | ۳    | ۰    | ۲۳    | ۲     |
| مجموع سپاهان        | مجموع سپاهان        | مجموع سپاهان        | ۴۵   | ۲   | ۳        | ۲        | ۳    | ۰    | ۵۱    | ۴     |
| استقلال             | ۲۰۱۶–۲۰۱۷           | لیگ برتر            | ۱۷   | ۰   | ۰        | ۰        | ۶    | ۰    | ۲۳    | ۰     |
| استقلال             | ۲۰۱۷–۲۰۱۸           | لیگ برتر            | ۲۴   | ۴   | ۴        | ۰        | ۱۰   | ۲    | ۳۸    | ۶     |
| استقلال             | ۲۰۱۸–۲۰۱۹           | لیگ برتر            | ۲۳   | ۴   | ۱        | ۰        | ۵    | ۰    | ۲۹    | ۴     |
| استقلال             | ۲۰۱۹–۲۰۲۰           | لیگ برتر            | ۲۹   | ۵   | ۴        | ۲        | ۶    | ۱    | ۳۹    | ۸     |
| استقلال             | ۲۰۲۰–۲۰۲۱           | لیگ برتر            | ۲۲   | ۶   | ۵        | ۲        | ۷    | ۰    | ۳۴    | ۸     |
| استقلال             | ۲۰۲۱–۲۰۲۲           | لیگ برتر            | ۲۰   | ۰   | ۲        | ۰        | ۰    | ۰    | ۲۲    | ۰     |
| مجموع استقلال       | مجموع استقلال       | مجموع استقلال       | ۱۳۵  | ۱۹  | ۱۶       | ۴        | ۳۴   | ۳    | ۱۸۵   | ۲۶    |
| مجموع آمار          | مجموع آمار          | مجموع آمار          | ۳۷۳  | ۳۲  | ۲۲       | ۷        | ۳۷   | ۳    | ۴۳۲   | ۴۲    |

- آمار پاس گل

| فصل       | تیم           | پاس گل |
| --------- | ------------- | ------ |
| ۲۰۱۱–۲۰۱۲ | شهرداری تبریز | ۱      |
| ۲۰۱۲–۲۰۱۳ | نفت‌تهران      | ۱      |
| ۲۰۱۳–۲۰۱۴ | نفت‌تهران      | ۳      |
| ۲۰۱۴–۲۰۱۵ | سپاهان        | ۱      |
| ۲۰۱۵–۲۰۱۶ | سپاهان        | ۱      |
| ۲۰۱۶–۲۰۱۷ | استقلال       | ۲      |
| ۲۰۱۷–۲۰۱۸ | استقلال       | ۶      |
| ۲۰۱۸–۲۰۱۹ | استقلال       | ۶      |
| ۲۰۱۹–۲۰۲۰ | استقلال       | ۱۰     |
| ۲۰۲۰–۲۰۲۱ | استقلال       | ۱      |
| مجموع     | مجموع         | ۳۲     |

## افتخارات

### باشگاهی

#### استقلال
• لیگ برتر خلیج فارس: ۲۰۲۲–۲۰۲۱
• جام حذفی فوتبال ایران: ۲۰۱۸–۲۰۱۷

#### سپاهان
• لیگ برتر خلیج فارس: ۲۰۱۵–۲۰۱۴

#### فردی
- بهترین مدافع سال لیگ برتر خلیج فارس: ۹۴–۱۳۹۳[۲۴]
- تیم منتخب سال لیگ برتر خلیج فارس: ۹۴–۱۳۹۳
- تیم منتخب سال لیگ برتر خلیج فارس: ۹۷–۱۳۹۶
- بازیکن ماه ۹۰ (۲): بهمن ۱۳۹۶، اسفند ۱۳۹۶
- بهترین مدافع راست سال نوروز فوتبالی (۵): ۱۳۹۵، ۱۳۹۶، ۱۳۹۷، ۱۳۹۸، ۱۳۹۹
- بهترین مدافع راست لیگ قهرمانان آسیا ۲۰۱۸[۲۵]
- تیم منتخب سال لیگ قهرمانان آسیا ۲۰۱۸[۲۶]
- تیم منتخب سال لیگ برتر خلیج فارس: ۹۵–۱۳۹۴

## آمار ملی
تا تاریخ ۶ ژوئن ۲۰۱۹
| تیم ملی فوتبال ایران | تیم ملی فوتبال ایران | تیم ملی فوتبال ایران |
| سال                  | بازی                 | گل                   |
| -------------------- | -------------------- | -------------------- |
| ۲۰۱۴                 | ۱                    | ۰                    |
| ۲۰۱۵                 | ۱۲                   | ۰                    |
| ۲۰۱۷                 | ۵                    | ۰                    |
| ۲۰۱۸                 | ۷                    | ۰                    |
| ۲۰۱۹                 | ۳                    | ۰                    |
| مجموع                | ۲۸                   | ۰                    |

## عملکرد ملی

### تیم ملی بزرگسالان

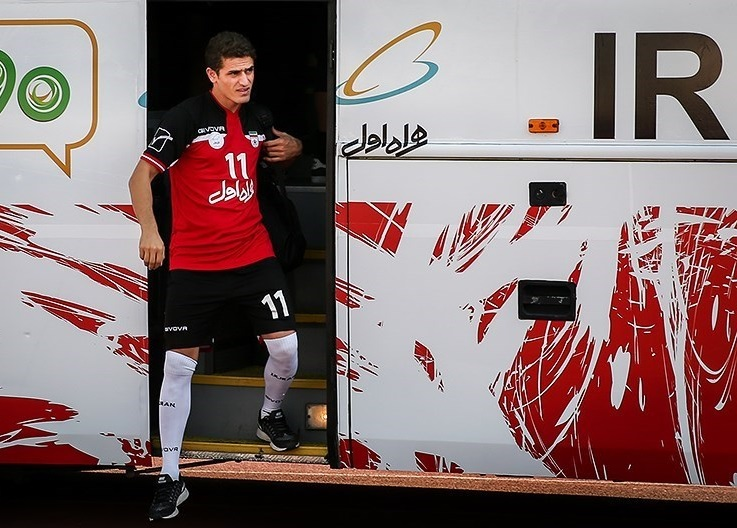
غفوری پیش از تمرین تیم ملی

غفوری در سال ۱۳۹۳ از سوی کارلوس کی‌روش به تیم ملی فوتبال ایران دعوت شد. غفوری یکی از بازیکنان مورد علاقه کارلوس کی‌روش بوده که در بیشتر اردوهای تیم ملی حضور داشته و در جام ملت‌های آسیا ۲۰۱۵ در تمامی بازی‌ها به صورت فیکس به میدان رفت. وی یکی از بازیکنان خوب و اثرگذار تیم ملی در آن دوره از مسابقات بود که بازی‌های درخشانی نیز از خود ارائه داد.
کارلوس کی‌روش، سرمربی تیم ملی یک هفته پس از اعلام ۳۵ نفر تیم ملی، فهرستی ۲۴ نفره را منتشر کرد؛ که بدین ترتیب مشخص شد ۱۱ نفر از اردوی تیم ملی برای مسابقات جام جهانی ۲۰۱۸ خط خوردند. در میان خط‌خوردگان نام وریا غفوری، سید جلال حسینی و کاوه رضایی هم دیده می‌شود که در فضای مجازی به خط خوردن آن‌ها از فهرست، به خصوص خط خوردن وریا غفوری اعتراض شد.
درحالی که تصور می‌شد غفوری بازیکن ثابت تیم ملی باشد، اما رامین رضاییان و خانزاده به او ترجیح داده شدند و همین باعث شوکه شدن مردم و حتی نمایندگان مجلس شد. خط خوردن وریا در اوج دوران حرفه‌ای او واکنش افراد زیادی را برانگیخت، به طوری که کنفدراسیون فوتبال آسیا ایران را برای خط زدن وریا از تیم ملی به پرداخت ۱۰۰ هزار دلار محکوم کرد. وریا این مبلغ را به خیریه کودکان ایران زمین هدیه داد. کی‌روش، دقایقی پیش از ترک ایران به سوی ترکیه گفت تغییر پست وریا غفوری در خط خوردنش از تیم ملی تأثیر داشته است. وی دوباره توسط کارلوس کی‌روش در جام ملت‌های آسیا ۲۰۱۹ به تیم ملی کشور دعوت شد و در آن مسابقات به میدان رفت.

## سیاست
وریا غفوری در گفتگو با ایلنا دربارهٔ اینکه چقدر علاقه‌مند به ورود به دنیای سیاست است، از علاقه خود به سیاست گفت اگر می‌دانست سیاست مثل یک بازی با قوانین درست است، مطمئناً همین الان واردش می‌شد.

### جواد ظریف و فلسطین

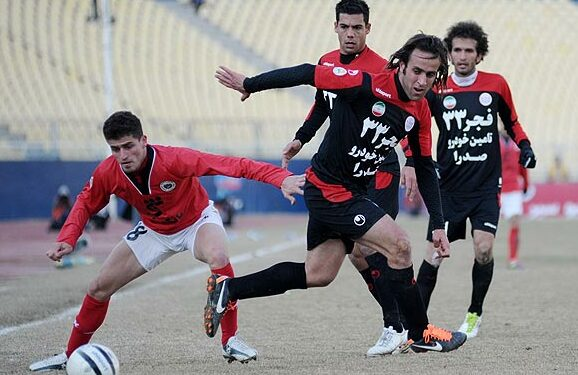
وریا غفوری و علی کریمی/ پرسپولیس ۲ - شهرداری تبریز ۲/ لیگ برتر فوتبال ایران دی ۱۳۹۰

در سال ۱۳۹۷ وریا غفوری استوری‌های انتقاد آمیز در اینستاگرام منتشر می‌کند. وی در انتقاد به صحبت‌های محمدجواد ظریف که گفته بود به خاطر حمایت از فلسطین تحت فشار هستیم افتخار می‌کنیم، نوشته بود: «آقای ظریف شما که میگید افتخار می‌کنید که به خاطر فلسطین، لبنان، یمن و سوریه تحت فشارید، اینو بدونید که این شما نیستید که تحت فشارید در واقع این مردم معمولی هستند که تحت فشارند.»
این انتقادات با همراهی علی کریمی و حمایت او از وریا غفوری و همچنین واکنش غیر مستقیم سید علی خامنه‌ای همراه شد. خامنه‌ای گفته بود «برخی کسانی که از امنیت کشور استفاده می‌کنند و کار و ورزش و… خود را انجام می‌دهند و بعد نمکدان می‌شکنند، بدانند امنیت از این راه به‌دست می‌آید. یادمان نرود که امنیت چطور به دست می‌آید.» ساعاتی پس از این سخنان، حراست وزارت ورزش غفوری را برای توضیحات دربارهٔ انتقاداتش احضار کرد. غفوری پس از این احضار گفت که به بیان دغدغه‌های اجتماعی خود ادامه خواهد داد.

### خودسوزی سحر خدایاری
در روز یکشنبه ۲۴ شهریور ۱۳۹۸ پیش از آغاز بازی تیم فوتبال استقلال تهران مقابل تیم نفت مسجد سلیمان در لیگ برتر ۹۷–۹۸، بازیکنان این تیم برای گرامی‌داشت یاد سحر خدایاری تی‌شرتی مشکی روی پیراهن ورزشی خود به تن کردند که روی آن عبارت «دختر آبی» به زبان‌های فارسی و انگلیسی به چشم می‌خورد. خبرگزاری فارس، وریا غفوری کاپیتان استقلال را مسئول پوشیدن این تی‌شرت‌ها معرفی کرد. این حرکت با واکنش‌های مختلفی روبرو شد.

### سرنگونی هواپیما اوکراینی
او در دی ۱۳۹۸ در واکنش به سرنگونی هواپیمای اوکراینی با موشک‌های سپاه پاسداران با تسلیت به بازماندگان این حادثه، صداوسیما را به دروغ‌پراکنی متهم کرد و خواهان برخورد قضایی با مسببان آن شد.

### اعدام نوید افکاری
وریا غفوری در سال ۱۳۹۹ اعدام نوید افکاری را قتل عمد توصیف کرد و در توییتر نوشت: «فکر، اندیشه و آزادی، قابل اسارت نیست نه با زندان نه با اعدام. ذات انسان مطالباتی دارد که هیچ وقت خاموش نمی‌شود.»

### اعتراض‌های خوزستان
غفوری پس از بازی استقلال مقابل فولاد خوزستان در اردیبهشت ۱۴۰۱ در حمایت از اعتراض‌های مردمی به‌ویژه در خوزستان گفته بود «این حق مردم ایران است که سعادتمند زندگی کنند» و «مسئولان شرمنده نمی‌شوند این موقعیت و وضعیت را می‌بینند؟»

### گرانی
وریا غفوری پس از قطعی شدن قهرمانی استقلال در سال ۱۴۰۱ در نخستین مصاحبه در جمع خبرنگاران به گرانی افسارگسیخته اشاره و با مردم معترض ابراز همدردی کرد.

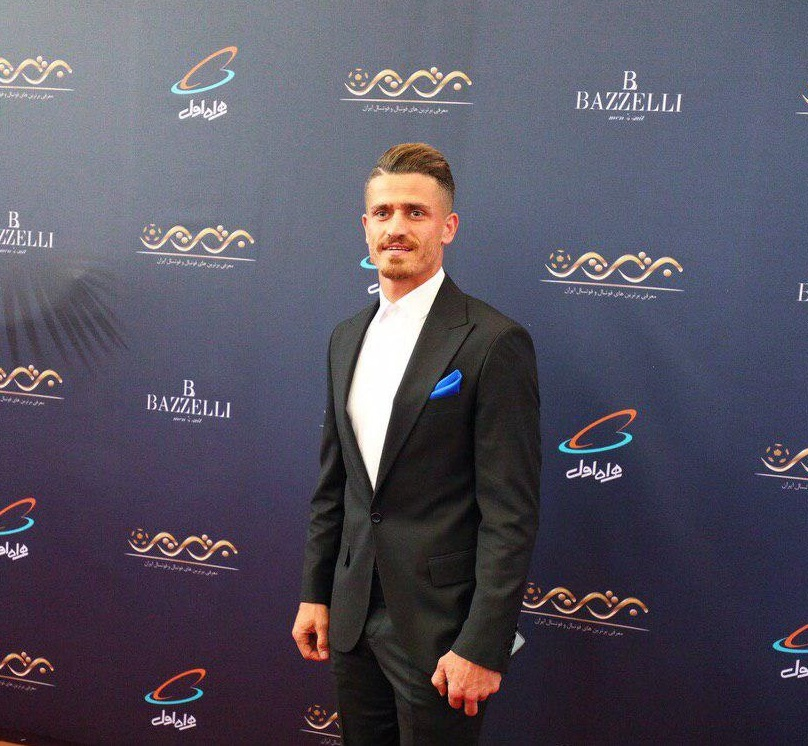
غفوری در مراسم برترین‌های لیگ برتر فوتبال

### فوت مهسا امینی
وریا غفوری در واکنش به فوت مهسا امینی، استوری با متن شعری از فرخی یزدی در صفحه اینستاگرام خود منتشر کرد. پس از این استوری، صفحه اینستاگرام او از دسترس خارج شد. وی در واکنش به سرکوب مردم کردستان نیز با گذاشتن استوری در اینستاگرام نوشت: «کشتار مردم کرد را متوقف کنید».

### دستگیری
وریا غفوری در ۳ آذر ۱۴۰۱ در جریان خیزش ۱۴۰۱ ایران به اتهام «توهین و تخریب تیم ملی فوتبال ایران و تبلیغ علیه نظام» بازداشت شد. ساعتی پس از انتشار خبر بازداشت او، حمیدرضا گرشاسبی، مدیرعامل این باشگاه فوتبال فولاد خوزستان، نیز از سمت خود استعفا داد. پس از بازداشت او مونا اردلان، همسرش، گفت «از من نپرس چه خبر!؟... جز «ایران» چیزی مهم نیست». غفوری چند روز بعد با سپردن قرار وثیقه از زندان آزاد شد.

### مسمومیت سریالی مدارس
وی در خصوص مسمومیت سریالی دانش آموزان در مدارس کشور با انتشار استوری در صفحه اینستاگرامش به این حوادث واکنش نشان داد و نوشت «با گذشت چهار ماه از شروع مسمومیت‌های سریالی دانش آموزان هنوز منشأ این فجایع معرفی و شناسایی نشده‌اند. آنچه بسیار تاسف‌برانگیز به نظر می‌آید، ناتوانی موجود نسبت به بازداشت عوامل این جنایت است. لعنت خدا و نفرین مردم بر کسانی که با اهمال با کم‌کاری باعث شدند، این فجایع ادامه داشته باشد.»